# Adonisea imperspicua
Adonisea imperspicua là một loài bướm đêm trong họ Noctuidae.